# بريموس
بريموس (الأسبانية:Primos) هو مسلسل رسوم متحركة أمريكي، تم عرضه لأول مرة في 25 يوليو 2024 على قناة ديزني.

## الحبكة الروائية
تدور أحداث المسلسل في "Terremoto Heights" ، إحدى ضواحي هوليوود في لوس أنجلوس ، وهو يتبع فتاة أمريكية مكسيكية تدعى تاتر ، وهي فتاة غريبة الأطوار تبلغ من العمر 10 سنوات ولديها أحلام كبيرة وشيء خاص جدًا بها. خلال العطلة الصيفية ، سيأتي أبناء عمومتها البالغ عددهم 12 ليقيموا في منزلها ، وعلى الرغم من صعوبة العيش معهم في البداية ، فإنهم سيساعدونها على فهم أن شيئًا مميزًا فيها. تلتقط تاتر ، التي تتمتع بمثل هذا الخيال المفرط في النشاط ، أفكارها وأحلامها وشوقها في دفتر يوميات حياة فائقة السرية من خلال الرسومات ، التي تنبض بالحياة وتتحقق في خيالها. يتم العمل على حلقات جديدة حاليا

## الأصول
في البداية ، تم تقديم مشروع هذه السلسلة إلى ديزني في عام 2017 ، وتم رفضه. بعد ذلك ، رفضت قناة ديزني قرارها ، ووافقت على جعل المسلسل رسميًا للمسلسل في عام 2020 ، وبدأ إنتاج المسلسل في فبراير 2021. في الأصل ، كان من المقرر أن يتم عرض المسلسل لأول مرة في أكتوبر 2023 ، ولكن تم تأجيل عرضه الأول إلى ديسمبر 2023 ، بسبب سلسلة من الخلافات.
تم الإعلان عن المسلسل لأول مرة رسميًا في 3 نوفمبر 2021 بواسطة ديزني تيليفشن أنيمايشن نائب الرئيس والمدير العام ميريديث روبرتس. تم إنشاء العرض بواسطة ناتاشا كلاين ، وهو فنان معروف منذ فترة طويلة ومخرج وكاتب القصة المصورة والذي ، بالإضافة إلى كونه المبدع ، سيعمل كمنتج تنفيذي في المسلسل. يتكون فريق الإنتاج من فيليب كوهين ، الذي سيعمل كمنتج ؛ شون كاشمان كمدير مشرف ؛ وكارلا ساكاس شروبشاير ، المسؤولة عن التحرير السمعي البصري للبرنامج.

## خلافات
في 13 يونيو 2023 نشرت الصفحات الرسمية لقناة ديزني مقدمة البرنامج على منصاتها الرسمية. كما يتم تقديمه في الدورة السابعة والأربعين لمهرجان أنسي الدولي لأفلام الرسوم المتحركة في فرنسا. بعد هذا الإطلاق ، تحدث جزء كبير من جمهور أمريكا اللاتينية ضد المسلسل الجديد ، مستاءًا من المنتج المقدم ، معربًا بشكل خاص عن هذا الرفض في المجتمع المكسيكي ، الذي شعر أن البرنامج كان يقدم نفس الصور النمطية السلبية ، والتي تم بالفعل شوهد في عدد لا يحصى من المنتجات الأمريكية ، مثل الأحياء الفقيرة ؛ مرشحات صفراء للصورة ، لإضفاء مظهر صحراوي على البيئة ؛ احتشدت العائلات في نفس المنزل ، وما إلى ذلك. ضاف إلى ما سبق ، إلى الانتقادات التي سبق ذكرها ، الشكاوى المستعرضة المتزايدة لمستخدمي الإنترنت الناطقين بالإسبانية ، ليس فقط من المكسيك ، ولكن من كل أمريكا اللاتينية ، وحتى إسبانيا ، بسبب إساءة استخدام اللغة الإسبانية ، حيث أنه في مقدمة الأغنية ، صرخ تاتر وأبناء عمومته بعبارة (بالعربية: يا أبناء العم!) "¡Oye Primos!" عدة مرات ، وهي عبارة سيئة البناء ، لا تصريف الفعل بشكل صحيح وفقًا لقواعد اللغة الإسبانية ، والكلمة الصحيحة هي "oigan". ومن التفاصيل الأخرى التي تسببت في الرفض اسم الضاحية التي تدور أحداث المسلسل فيها ، "Terremoto Heights" (بالعربية: مرتفعات "الزلزال") ، والتي اعتبرها جمهور أمريكا اللاتينية شيئًا غير حساس ، لأنها كارثة ترمز إلى الدمار. وآلاف الوفيات ، ليس فقط للجمهور المكسيكي ، ولكن أيضًا لأمريكا اللاتينية الأخرى ، مثل التشيليين. كان الرفض كبيرًا لدرجة أن ديزني اضطرت إلى إزالة الفيديو من صفحاتها الرسمية وشبكات التواصل الاجتماعي ، باستثناء قناة ديزني الرسمية ، على موقع يوتيوب. 

استجابت مبدعة المسلسل ، ناتاشا كلاين ، في البداية للنقد في التعليقات على منشوراتها إنستغرام ، على الرغم من عدم التعمق في الدفاع عن فرضية العرض ، قائلة إنها تريد فقط أن تكون وفية لتجاربها الشخصية ، وتعيشها على أنها أمريكي من أصل مكسيكي. أيضًا ، تم الرد على الانتقادات من قبل الممثلة الصوتية الرئيسية ، ميرنا فيلاسكو ، وهي أيضًا أمريكية ، ولكن من أصل أمريكي لاتيني ، والتي قدمت ردًا دفاعيًا أكثر بكثير من ناتاشا كلاين ، والذي سينتهي به الأمر إلى أن يكون قويًا بما يكفي لكسب المزيد من السخط في منتقديها. في التعليقات التي أدلى بها منتقدو صورها في إنستغرام ، لفتت الأنظار إحدى ردودها. وتقول إنها شعرت بالإهانة من حقيقة أن الناطقين باللغة الإسبانية قاموا بتصحيحها ؛ بالإضافة إلى ذلك ، انتقدت منتقديها ، مشيرة إلى أنها لم تشعر بالحاجة إلى إظهار أصلها من أمريكا اللاتينية لمنتقديها. مع هذه ، بدأت انتقاداتها الأولى لها في النمو. لكن اللحظة الأكثر إثارة للجدل ستحدث بعد دقائق ، عندما عبرت عن ما يلي من خلال قصص إنستغرام:
اللغة الإسبانية ليست لغة أمريكية لاتينية ، إنها لغة أجبرها الغزاة الأسبان على تعلمها على الأمريكيين اللاتينيين. السبب الوحيد لكوننا لاتينيين ولسنا أمريكيين أصليين هو هذا. لذلك إذا كنت تريد أن تغضب مني لمجرد أخطائي في تهجئة الكلمات الإسبانية ، فافعل ذلك. هذا لن ينفي حقيقة أنني امرأة أميركية من أصل مكسيكي وامرأة من سكان أمريكا الأصليين.
غذت تصريحات فيلاسكو الاستياء المتزايد بالفعل من منتقدي البرنامج ، الذين شككوا في مدى ملاءمة العذر المقدم لشرح الخطأ. هذه الكلمات لن تؤدي إلا إلى تفاقم الموقف ، لأن فيلاسكو خرجت للدفاع عن المشكلة بلا حدود ، دون انتظار أن يدلي المبدع أولاً ببيان مفصل يجيب على النقاد. على الرغم من حقيقة أن ميرنا سينتهي بها الأمر بحذف القصص وإخفاء التعليقات على منشورات إنستغرام الخاصة بها ، إلا أن ذلك كان مدعومًا بلقطات شاشة وتسجيلات انتشرت على تويتر. في مقابلة ستصدر لاحقًا ، كشف كلاين أن عبارة "Oye Primos" تم صياغتها بشكل خاطئ عن عمد ، من أجل إظهار أن تاتر لا يتحدث اللغة الإسبانية ، وأن لغته الرئيسية هي اللغة الإنجليزية ، لذا فإن تصريفاته عند التحدث لن تجعل حاسة. معظم الوقت ، لأن تاتر لم يتعلم الإسبانية بشكل صحيح. هذا التفسير ، الذي اعتبر صحيحًا ، تسبب في مزيد من الاستهجان تجاه ممثلة الصوت ، لأنها لو لم تدلي بملاحظاتها ، لما تصاعد السخط إلى النسب التي وصل إليها.